# Lyssenkoismus
Der Lyssenkoismus war eine von dem sowjetischen Agrarwissenschaftler Trofim Lyssenko in den 1930er Jahren begründete pseudowissenschaftliche Lehre, die unter anderem an den Lamarckismus anknüpfte. Das zentrale Postulat des Lyssenkoismus lautete, dass die Eigenschaften von Kulturpflanzen und anderen Organismen nicht durch Gene, sondern nur durch Umweltbedingungen bestimmt würden. Das war schon damals mit dem Stand der Wissenschaft in keiner Weise zu vereinbaren.
Lyssenko gewann jedoch in der stalinistischen Sowjetunion vor allem zwischen 1940 und 1962 eine tonangebende Stellung, da es ihm gelang, den Diktator Josef Stalin als Förderer zu gewinnen. Schwere Ernteeinbußen wurden angeblichen Saboteuren zugeschrieben. Damit verbunden war ein Feldzug gegen die sogenannte „faschistische“ oder „bourgeoise“ Genetik sowie gegen jene Biologen, die sich mit dieser Disziplin befassten.

## Hintergrund
Die kommunistische Partei nahm für sich in Anspruch, die Umgestaltung des Landes auf wissenschaftlicher Grundlage durchzuführen (Wissenschaftlicher Sozialismus). Entscheidend für die Parteiführer waren dabei aber von Anfang an die praktischen Auswirkungen. Wissenschaft sollte zu unmittelbar nutzbaren Ergebnissen führen, die die Wirtschaft und die Menschen voranbringen sollten. Mit der von Lenin initiierten und von Stalin massiv vorangetriebenen Kollektivierung der Landwirtschaft stieg besonders in diesem Bereich der Druck, unmittelbare Erfolge vorzuweisen. Im Wettstreit der Systeme waren die Parteiführer von den Erfolgen der amerikanischen Landwirtschaft sehr beeindruckt. Lenin äußerte sich sehr anerkennend über das (1906 erschienene) Werk The New Earth des US-amerikanischen Autors William Sumner Harwood. Auch die Erfolge des Pflanzenzüchters Luther Burbank wurden anerkannt. Nun galt es, diese Erfolge auf wissenschaftlicher Grundlage zu übertreffen.
Die der Partei nahestehenden sowjetischen Wissenschaftler waren in der Gesellschaft materialistischer Biologen organisiert, deren Präsident  der Philosoph Isaak Israilewitsch Present war. Genetiker und überzeugte Kommunisten wie Solomon Grigorjewitsch Lewit und Israil Iossifowitsch Agol hatten darin anfangs einen guten Stand, da die Genetik als „materialistische“ Wissenschaft als in Einklang mit der Parteilinie galt. Hier galt allerdings, wie überall: das Primat der Partei war zu wahren. Maßstab für jede Theorie müsse sein, wie sinnvoll sie sich anwenden ließe. Weitere Forderungen an die Wissenschaften waren, dass sie auf proletarischer Grundlage, von bourgeoisen Einflüssen gereinigt, erneuert werden müsste. „Bürgerliche Spezialisten“ waren vielleicht anfangs ein notwendiges Übel, da man auf ihre Dienste nicht verzichten konnte, die Zukunft müsste klassenbewussten Forschern gehören. Unter Stalins Einfluss wurde die anfangs internationalistische kommunistische Partei außerdem zunehmend nationalistischer. Einflüsse aus dem Ausland waren per se verdächtig.
Verhängnisvoll für die weitere Entwicklung sollte schließlich sein, dass der autoritär und diktatorisch regierende Parteiführer Stalin ein persönliches Interesse an der Pflanzenzucht hatte, einigen Kommentatoren zufolge war sie sein einziges Hobby. Auf seiner privaten Datscha nahe Moskau ließ er Gewächshäuser an das Wohnhaus anbauen. Stalin war dabei ein Anhänger der These, dass sich Pflanzen gegenüber den Umweltbedingungen quasi unbegrenzt formbar zeigen würden, man müsse nur die Samen in passender Umgebung ausbringen. Die Theorie, dass die Erbanlagen von Lebewesen durch die Umwelt, in der sie leben, geformt werden, wird als Lamarckismus bezeichnet. Stalin war überzeugter Lamarckist und förderte diesen auch innerhalb der Wissenschaft.

## Lyssenkos Aufstieg

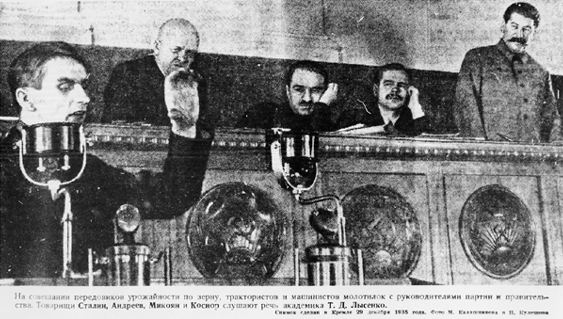
Lyssenko (links) während einer Rede 1935 im Kreml, rechts oben Stalin

Trofim Denissowitsch Lyssenko begann seine Karriere als praktischer Pflanzenzüchter, der in einer Versuchsstation bei Gandsha in Aserbaidschan an der Aufgabe arbeitete, Erbsen als Gründünger an das dortige Klima zu akklimatisieren. Seine Arbeit fiel einem Reporter der Prawda, des Parteiorgans der KPdSU, auf, der in einem Leitartikel „Die Äcker im Winter“ am 7. August 1927 über den aufstrebenden jungen Forscher berichtete. Lyssenko entsprach einem Idealbild: Ein ernsthafter junger Mann aus dem Bauernstand, in seiner Arbeit ganz der Praxis verschrieben. Lyssenko arbeitete mit der Methode der Vernalisation, in Russland Jarowisation genannt, bei der Wintersaat nach einer Kältebehandlung erst im Frühjahr ausgepflanzt wird. Die Methode war schon lange bekannt, hatte aber nur durchwachsene praktische Resultate gebracht. In Russland hatte der exzentrische Pflanzenzüchter Iwan Wladimirowitsch Mitschurin sie propagiert, als dessen Anhänger sich Lyssenko sah. Mitschurin war zwar kein Proletarier, aber als nationaler Russe für patriotische Propaganda geeignet, zudem imponierten seine kühnen, wagemutigen Thesen. Lyssenko selbst und seine Anhänger bezeichneten ihre Methoden selbst immer als „Mitschurinismus“. Der frühe öffentliche Ruhm brachte Lyssenko, der als verschlossen, misstrauisch und äußerst geltungssüchtig beschrieben wird, in eine gute Situation für seinen weiteren Aufstieg, obwohl Experten wie Nikolai Alexandrowitsch Maximow von Anfang an kein gutes Haar daran ließen. Der weltweit anerkannte Botaniker Nikolai Iwanowitsch Wawilow hielt seine schützende Hand über ihn: ihm galt Lyssenko als zwar etwas verschrobener, aber hoch talentierter Experimentator, der eine Chance verdient habe. Zudem wurde er vom Volkskommissar (Minister) für Landwirtschaft Jakow Arkadjewitsch Jakowlew protegiert. Lyssenko stieg auf zum Direktor des Allunionsinstituts für Genetik und Saatzucht in Odessa und galt vor allem seinen politischen Förderern als führender Experte. Die Jarowisation wurde als die Methode zur Steigerung der Erträge der neu kollektivierten Landwirtschaft gefeiert. Wer dagegen war, konnte leicht als Kulak denunziert werden und musste um sein Leben fürchten. Dementsprechend erreichten die Parteileitung fast nur positive Berichte.
Aufgrund der politischen Fürsprache steigerte sich Lyssenkos Ehrgeiz. Er wollte nicht nur als Praktiker anerkannt werden, sondern auch als wegweisender Theoretiker. Sein Anfang 1934 veröffentlichtes Werk Physiologie der Pflanzenentwicklung und die Leistung der Selektion enthielt erstmals eine Kritik der Genetik als Wissenschaft. So etwas wie Gene existiere schlicht nicht. Gemeinsam mit dem Philosophen Present schrieb er zudem öffentliche Kampfschriften, die seine Thesen popularisierten. Lyssenko und Present behaupteten, neue Gesetze der Vererbung entdeckt zu haben, die es ihnen – wie von der Parteiführung gefordert – ermöglichten, neue Getreidesorten in weniger als drei Jahren statt zehn bis zwölf Jahren zu erzeugen und dies auch noch mit geringerem Aufwand. In einer 1935 in der Prawda veröffentlichten Rede warnte er, dass „Kulaken und Saboteure“ die gewaltigen Vorteile des Jarowisierens heimlich hintertreiben würden, diesen Klassenfeinden müsse das Handwerk gelegt werden.
1936 begannen in der Sowjetunion die Jahre der von Stalin initiierten „Großen Säuberung“, bei der Stalin alle seine Kritiker, aber auch sämtliche im Land verbliebenen unabhängigen Denker verfolgen und in der Regel hinrichten ließ. Trotz (oder möglicherweise gerade aufgrund von) hymnischen Reden von kommunistisch inspirierten Genetikern wie des Amerikaners Hermann Joseph Muller über die Schaffung des „Neuen Menschen“ kam die Genetik insgesamt in der UdSSR in den Ruf, die Eugenik zu propagieren und damit Teil der faschistischen Ideologie zu sein. Bei der vierten Jahrestagung der Lenin-Akademie 1936 eskalierte der Streit auch innerhalb der Forschung. „Faschistische“ Wissenschaftler wurden „enttarnt“, die Prawda berichtete ausgiebig darüber. Dazu gehörten bis dahin auch in der Partei hoch anerkannte Forscher wie Nikolai Konstantinowitsch Kolzow. Der neue Vorsitzende Alexander Iwanowitsch Muralow (erschossen 1937), der Wawilow in der Position ablöste, bemühte sich zwar um Ausgleich zwischen den Genetikern und der Fraktion um Lyssenko und Present. Diese hatten zwar fachlich einen schweren Stand, viele ihrer wissenschaftlichen Kritiker waren zudem Marxisten der ersten Stunde. Doch sie hatten die besseren Verbindungen in die Politik. Letztlich verlegten sie sich darauf, mehr oder weniger immer das Gegenteil von dem zu behaupten, was die Genetiker vorbrachten. Im Zuge der Großen Säuberung wurden nach und nach 1937 bis 1938 viele der führenden Genetiker des Landes verhaftet und erschossen. Forscher wie Georgi Karlowitsch Meister behielten zunächst ihre Positionen und konnten sogar weiter genetisch forschen, bevor er 1937, trotz seiner großen praktischen Erfolge, letztlich doch verhaftet wurde. Selbst Kolzow entging zunächst der Säuberung, auch wenn er seinen Einfluss verlor. Er starb einsam 1940 wohl an einem Herzinfarkt, nachdem sein Institut aufgelöst worden war.
Nachdem Meister der Säuberung zum Opfer gefallen war, stiegen Lyssenko und sein Anhänger und Vertrauter Nikolai Wassiljewitsch Zizin zu Präsidenten der Lenin-Akademie auf. Wawilow und der Genetiker Michail Michailowitsch Sawadowski blieben Vizepräsidenten, dies sollte offiziell den „sozialistischen Wettbewerb“ zwischen verschiedenen Richtungen fördern. Lyssenko konnte sie nicht direkt belangen. Es gelang ihm aber, Wawilow mittels einer Intrige um seinen Posten zu bringen. Wawilow wurde schließlich im Mai 1940, auf einer Forschungsreise, verhaftet. Er starb an Entkräftung in der Haft, nachdem sein Todesurteil zu Lagerhaft begnadigt worden war. Die Verhaftung geht nicht direkt auf Lyssenko zurück, der für einen solchen Akt weder mächtig noch einflussreich genug war. Vermutlich wurden ihm seine guten Kontakte ins Ausland und die freimütige Korrespondenz mit ausländischen Wissenschaftlern zum Verhängnis, die nun als Spionage galten.
Lyssenko hatte nun im Bereich der Pflanzenzucht eine tonangebende Stellung. Seine Position war aber keinesfalls unumstritten. Andrei Alexandrowitsch Schdanow, der Held von Leningrad und zeitweise zweiter Mann in der Sowjetunion, verachtete ihn, da inzwischen der praktische Misserfolg der Jarowisation in der Praxis nicht mehr zu verbergen war und die sowjetische Pflanzenzucht, trotz Lyssenkos immer neuer Versprechungen, immer weiter zurückfiel. Nach Kriegsende 1946/1947 kam es zu einer großen Hungersnot, die aber von der Parteiführung vertuscht wurde. Schdanow war aber an Wissenschaft nicht interessiert. In einer kurzen Periode politischen Tauwetters unmittelbar nach Kriegsende konnten ausländische Wissenschaftler in die Sowjetunion einreisen. Anlässlich einer Tagung der Akademie der Wissenschaften äußerten sich Forscher wie der Botaniker Eric Ashby amüsiert bis erschüttert über Lyssenkos Inkompetenz. Lyssenko gelang es aber, Stalins persönliche Protektion zu gewinnen. Am Silvesterabend 1946 bestellte Stalin Lyssenko in den Kreml und beauftragte ihn persönlich, durch Verbesserung von verzweigtem Weizen (Triticum turgidum convar. compositum) die Ernährungslage zu verbessern. Das Treffen, zu dem auch ein Foto veröffentlicht wurde, war das einzige persönliche Treffen der beiden. Der direkte Kontakt zu Stalin machte Lyssenko zunächst für seine Kritiker unangreifbar. Allerdings war im stalinistischen System niemand wirklich sicher, selbst in höchsten Tönen Gefeierte konnten sich am Folgetag im Straflager wiederfinden. Im Gegensatz zu seinen sonstigen Erfolgsmeldungen räumte Lyssenko Stalin gegenüber seine Misserfolge in der Zucht offen ein, versprach aber baldige Besserung. In Stalins Korrespondenz geäußerte „Hinweise“ führten dazu, dass Lyssenko die Rolle von Iwan Wladimirowitsch Mitschurin (gestorben 1935), den Stalin bewunderte, immer stärker herausstellte. Neben übereinstimmenden Ansichten zum Lamarckismus war vor allem im aufziehenden Kalten Krieg von Bedeutung, dass Mitschurin nationaler Russe war.
Während Lyssenkos politischer Stern immer weiter aufging, war er als Wissenschaftler diskreditiert und vereinsamt. Inzwischen hatte er in einem populären Artikel in der Literaturnaja gaseta die Überzeugung geäußert, dass der Faktor Konkurrenz in der Evolution keine Rolle spielen könnte, wandte sich also auch noch vom bisher über jeder Kritik stehenden Darwinismus ab, was wütende Proteste von Evolutionsbiologen wie Iwan Iwanowitsch Schmalhausen auslöste. Der Präsident der Weißrussischen Akademie der Wissenschaften, Anton Romanowitsch Shebrak, um den sich die Kritiker sammelten, musste in einem politischen Prozess kaltgestellt werden. Die Lenin-Akademie verlor jede Arbeitsfähigkeit, da Lyssenko die Wahl neuer Mitglieder hintertrieb, da er nicht genügend reputable Gefolgsleute aufbieten konnte. Schließlich wandte sich auch der bisher treue Nikolai Zizin von Lyssenko ab, da er als Präsident der Staatlichen Prüfkommission für Saatgut Lyssenkos Misserfolge nicht mehr vertuschen konnte und wollte. Lyssenko konnte sich aber letztlich dadurch halten, dass Stalin unerschütterlich an ihm festhielt. Trotz der sich verschlechternden politischen Lage, die eigentlich seine volle Aufmerksamkeit verlangen musste, nahm er sich persönlich Zeit dafür, die Werke der Genetiker zu lesen und ihre „Irrtümer“ herauszustellen. Der Triumph der nationalen Richtung Lyssenkos gegenüber der bourgoisen Wissenschaft von Mendel, Weismann und Morgan musste demonstrativ und öffentlich herbeigeführt werden, aber zumindest vordergründig rein wissenschaftlich scheinen. Auf Stalins Anweisung wurde eine außerordentliche Tagung der Lenin-Akademie der landwirtschaftlichen Wissenschaften (VASKhNIL, Vsesoiuznaia Akademiia Sel’skoKhoziaistvenenykh Nauk imeni Lenina) angesetzt, die vom 31. Juli bis zum 7. August 1948 stattfand. Sie war als direkter Kontrast zum achten Internationalen genetischen Kongress gedacht, der vom 7. bis 14. Juli in Stockholm tagte, hier hatten Genetiker wie der durchaus mit dem Kommunismus sympathisierende Hermann Joseph Muller den „Lyssenkoismus“ (Lyssenko und seine Gefolgsleute nannten ihn „Mitschurinismus“) scharf verurteilt (Lyssenkos Lehrbuch Über Vererbung und ihre Wandelbarkeit war 1945 von Theodosius Dobzhansky persönlich ins Englische übersetzt worden, um die Welt auf die Lehren aufmerksam zu machen). Stalin gab Lyssenko detailliert die Argumentation und Wortwahl vor und redigierte die größeren Reden persönlich. Allein Lyssenkos Titelreferat Über die Lage in der biologischen Wissenschaft nahm einen ganzen Tag in Anspruch, sie wurde in der Prawda vom 4. August in wesentlichen Teilen abgedruckt. Fast alle der etwa 50 Sprecher wussten danach, was opportun war und geißelten die Genetik, als „Mendelismus-Weismannismus-Morganismus“ bezeichnet, wenige Opponenten wie Iossif Abramowitsch Rapoport und Boris Michailowitsch Sawadowski konnten nichts erreichen, ob sie nun mutig und offen oder vermittelnd agierten. Das Ergebnis stand von vornherein fest. In der Schlussadresse hielt Lyssenko fest: „Das ZK der Partei hat mein Referat geprüft und gutgeheißen“. Mit alleiniger Ausnahme Rapoports widerriefen alle anderen Genetiker letztlich öffentlich ihre bisherige Position, um ihre Haut zu retten.

## Vorherrschaft in der Sowjetunion
Durch das eindeutige Urteil der Parteileitung und Stalins persönlich war jegliche Opposition gegen die „Agrobiologie“ oder den „Mitschurinismus“ unmöglich. Anders als in den Jahren des Großen Terrors mussten Opponenten nicht mehr um ihr Leben fürchten, selbst der entschiedenste Kritiker Rapoport wurde nur aus der Partei ausgeschlossen und mit Forschungsverbot belegt. Bildungsminister Sergej Wassiljewitsch Kaftanow erließ am 23. August eine Anweisung, dass alle aktiven Gegner des Mitschurinismus von ihren Positionen zu entlassen seien. Die Moskauer Universität entließ alle Mitglieder der Fakultäten für Genetik und für Darwinismus. Auch in Leningrad wurden alle Genetiker entlassen, Lyssenkos alter Mitstreiter Isaak Present erhielt den Lehrstuhl für Darwinismus, der Lyssenko-Anhänger Nikolai Wassiliewitsch Turbin ersetzte den Genetiker Michail Jefimowitsch Lobaschow. Die meisten Genetiker kamen, nach gehöriger „Selbstkritik“, auf irgendwelchen untergeordneten Posten in der Provinz unter. Einige, wie der Mykologe Konstantin Muraschinsky, der Verhaltensforscher Alexander Promptow und der Pflanzenphysiologe Dimitri Sabinin, begingen nach ihrer Entlassung Selbstmord.

## Wissenschaftliche Lehren
Die nun staatlich vorgeschriebene Lehre des „Mitschurinismus“ oder „Lyssenkoismus“ umfasste in ihrer 1948 durch die Partei festgeschriebenen Form etwa die folgenden Punkte: 1. Die Vererbung ist an die lebende Substanz geknüpft, es gibt keine Gene. 2. Erworbene Merkmale können vererbt werden (Lamarckismus). 3. Beim Pfropfen können Erbfaktoren und damit Merkmale von der Unterlage auf das Pfropfreis übergehen. 4. Arten können spontan und unvermittelt, ohne Zwischenschritte, aus anderen Arten hervorgehen (etwa Roggen aus Weizen entstehen). 5. Arten machen sich untereinander keine Konkurrenz, sondern kooperieren miteinander. 6. In der Biologie sind alle statistischen Methoden irreführend und abzulehnen. 7. Auch Zellen können spontan aus nicht zellulärem Material neu entstehen.
Eine Kritik an diesen Inhalten innerhalb der Sowjetunion war unmöglich, da sie von der Partei festgeschrieben worden waren. Jeder Kritiker war Anhänger des „Mendelismus-Weismannismus-Morganismus“ und damit automatisch ein Feind der Partei. Die Einmischung der politischen Führung in die Wissenschaft und das Festschreiben der erwünschten Ergebnisse gelten als wesentliches Merkmal des Lyssenkoismus. Ob die Lehren und Inhalte selbst unwissenschaftlich, oder pseudowissenschaftlich sind, ist hingegen durchaus umstritten. Kritiker wenden ein, dass lamarckistische Positionen bis in die 1950er Jahre auch in Ländern mit freier Forschung durchaus noch vertreten wurden und damit in ihrer Zeit noch als legitimer Standpunkt gelten konnten. Thesen wie die Übertragung von Genmaterial beim Pfropfen wurden später erneut vorgebracht, wobei experimentellen Arbeiten nicht von Lyssenko selbst (der nach 1930 gar keine experimentellen Arbeiten mehr publiziert hatte), aber doch seines Schülers Iwan Jewdokimowitsch Gluschenko, durchaus wissenschaftlicher Wert zugeschrieben wird. Als Außenseitermeinung gibt es sogar Forscher, die Lyssenkos Berichte zur Umwandlung von Winterweizen in Sommerweizen durch Jarowisation für glaubhaft halten.

## Verfolgung der Wissenschaftler und nachfolgende Entwicklung
Stalins Nachfolger Nikita Chruschtschow stand Lyssenko kritischer gegenüber, unterstützte ihn jedoch weiter. 1962 wurden seine wissenschaftlichen Fehlinterpretationen und Fälschungen durch prominente Naturwissenschaftler kritisiert, woraufhin er 1962 als Präsident der Lenin-Landwirtschaftsakademie abgesetzt wurde. Aber erst nach Chruschtschows Sturz im Oktober 1964 konnten Lyssenkos Irrlehren als solche bezeichnet und verworfen werden. 1965/66 wurde der Biologie-Unterricht in der Sowjetunion ausgesetzt, um neue Lehrpläne entwickeln und die Lehrer umschulen zu können.
Heute bezeichnet man mit dem Begriff „Lyssenkoismus“ in einem breiteren Sinn auch allgemein die politische Förderung pseudo- oder unwissenschaftlicher Thesen und die Behinderung der freien Wissenschaftsentfaltung durch die Politik.
Wladimir Dudinzews (1918–1998) erschienener Roman Weiße Gewänder (1987) bietet eine kritische Abrechnung mit dem Phänomen, er wurde mit dem Staatspreis der UdSSR ausgezeichnet.

## Versuche der Rehabilitierung im 21. Jahrhundert
Seit der zweiten Hälfte der 2000er Jahre erlebt der Lyssenkoismus in Russland eine Renaissance. Zunächst fachfremde Autoren, inzwischen auch Biologen, veröffentlichen Texte, in denen die pseudowissenschaftliche Lehre verteidigt und z. T. in die Nähe der Epigenetik gerückt wird. Dies ist allerdings nicht korrekt, da bei der Epigenetik die Gene als solche nicht verändert werden.
Die Renaissance des Lyssenkoismus steht im Kontext einer Sehnsucht nach vergangener Größe und zunehmender Sympathien für Stalin und einer Glorifizierung der Zeit seiner Herrschaft. Lyssenko wird als Patriot hingestellt, der als Wissenschaftler seiner Zeit voraus gewesen sei, und seine Gegner, insbesondere Wawilow, als Handlanger des Westens und Volksverräter. Das Thema fand auch in renommierten Zeitungen wie der Literaturnaja gaseta Aufmerksamkeit, wobei naturwissenschaftliche Fakten allerdings kaum zur Sprache kamen. Vor allem aber sei es gemäß einer Studie von Uwe Hoßfeld auch ein Problem der sozialen Medien, wo Fakten und ernsthafte Wissenschaft ohnehin keine Rolle spielten. Eines der einschlägigen Bücher mit dem Titel Dva mira, dve ideologii (Zwei Welten, zwei Ideologien) wurde gar von der staatlichen Bundesstelle für Presse- und Öffentlichkeitsarbeit gefördert.